# Bullockia maldonadoi
Bullockia maldonadoi és una espècie de peix de la família dels tricomictèrids i de l'ordre dels siluriformes.

## Morfologia
- Els mascles poden assolir 7 cm de longitud total.[1][2]

## Hàbitat
És un peix d'aigua dolça i de clima subtropical (16 °C-26 °C).

## Distribució geogràfica
Es troba a Sud-amèrica: Xile.